# Cục Cảnh sát phòng cháy, chữa cháy và cứu nạn, cứu hộ
Cục Cảnh sát phòng cháy, chữa cháy và cứu nạn, cứu hộ  trực thuộc Bộ Công an Việt Nam là cơ quan đầu ngành thống nhất, quản lý, chỉ đạo, hướng dẫn lực lượng Cảnh sát phòng cháy và chữa cháy thực hiện công tác quản lý nhà nước về phòng cháy, chữa cháy theo Luật Phòng cháy và chữa cháy; tổ chức thực hiện và chỉ đạo, hướng dẫn lực lượng Cảnh sát phòng cháy và chữa cháy tiến hành các biện pháp nghiệp vụ phòng cháy, chữa cháy và cứu nạn, cứu hộ theo quy định của Nhà nước và của Bộ trưởng Bộ Công an.

## Quá trình phát triển
- Ngày 12 tháng 8 năm 1961 Chính phủ có Tờ trình số 2704/NC trình lên Uỷ ban Thường vụ Quốc hội về dự thảo Pháp lệnh "Quy định việc quản lý của nhà nước đối với công tác PCCC" và ngày 27 tháng 9 năm 1961 Uỷ ban Thường vụ Quốc hội thông qua Pháp lệnh Quy định việc quản lý của Nhà nước đối với công tác PCCC; ngày 4 tháng 10 năm 1961 Chủ tịch Hồ Chí Minh đã ký Lệnh công bố Pháp lệnh này. Đây là mốc son quan trọng đánh dấu sự ra đời của lực lượng Cảnh sát Phòng cháy và chữa cháy.
- Ngày 4 tháng 6 năm 1996, ký thay Thủ tướng Chính phủ, Phó Thủ tướng Chính phủ Phan Văn Khải đã ký Quyết định 369/QĐ-TTg lấy ngày 4 tháng 10 hàng năm là ngày PCCC toàn dân.[3]
- Ngày 25 tháng 3 năm 2014 Chính phủ ban hành Nghị định số 21/2014/NĐ-CP sửa đổi, bổ sung Điều 3, Nghị định số 77/2009/NĐ-CP ngày 15 tháng 9 năm 2009 của Chính phủ quy định chức năng, nhiệm vụ, quyền hạn và cơ cấu tổ chức của Bộ Công an. Theo đó, Cục Cảnh sát PCCC và CNCH được nâng cấp từ Cục trực thuộc Tổng cục Cảnh sát quản lý hành chính về TTATXH lên trực thuộc Bộ Công an.[4]

## Chức năng và nhiệm vụ
- Tham mưu đề xuất với cơ quan nhà nước có thẩm quyền ban hành, chỉ đạo và tổ chức thực hiện các quy định pháp luật về phòng cháy và chữa cháy.
- Tổ chức tuyên truyền, phổ biến pháp luật, huấn luyện, bồi dưỡng nghiệp vụ, kiến thức về phòng cháy và chữa cháy; hướng dẫn xây dựng phong trào quần chúng tham gia hoạt động phòng cháy và chữa cháy.
- Thực hiện các biện pháp phòng cháy; chữa cháy kịp thời khi có cháy xảy ra.
- Xây dựng lực lượng phòng cháy và chữa cháy; trang bị và quản lý phương tiện phòng cháy và chữa cháy.
- Tổ chức nghiên cứu và ứng dụng tiến bộ khoa học và công nghệ trong lĩnh vực phòng cháy và chữa cháy.
- Kiểm tra, xử lý các hành vi vi phạm pháp luật về phòng cháy và chữa cháy.[5]

## Lãnh đạo hiện nay
| Lãnh đạo Cảnh sát phòng cháy, chữa cháy Việt Nam \| Cục trưởng Phó Cục trưởng \| Trung tướng Nguyễn Tuấn Anh Thiếu tướng Huỳnh Thới An Thiếu tướng Nguyễn Đình Hoàn Đại tá Nguyễn Minh Khương Đại tá Bùi Quang Việt Đại tá Hoàng Ngọc Huynh \| | |
| Cục trưởng Phó Cục trưởng | Trung tướng Nguyễn Tuấn Anh Thiếu tướng Huỳnh Thới An Thiếu tướng Nguyễn Đình Hoàn Đại tá Nguyễn Minh Khương Đại tá Bùi Quang Việt Đại tá Hoàng Ngọc Huynh |

## Tổ chức
- Phòng Tham mưu (Phòng 1)
- Phòng Tuyên truyền và xây dựng phong trào toàn dân phòng cháy, chữa cháy và cứu nạn, cứu hộ (Phòng 2)
- Phòng Công tác phòng cháy (Phòng 3)
- Phòng Thẩm duyệt về phòng cháy, chữa cháy (Phòng 4)
- Phòng Công tác chữa cháy (Phòng 5)
- Phòng Công tác cứu nạn, cứu hộ (Phòng 6)
- Phòng Khoa học - Công nghệ và kiểm định phương tiện phòng cháy, chữa cháy và cứu nạn, cứu hộ (Phòng 7)
- Thanh tra Phòng cháy, chữa cháy (Phòng 8)
- Phòng Hậu cần - Kỹ thuật (Phòng 9)
- Trung tâm Huấn luyện và ứng phó quốc gia về công tác phòng cháy, chữa cháy và cứu nạn, cứu hộ (Trung tâm 1)
- Trung tâm Tư vấn và chuyển giao công nghệ phòng cháy, chữa cháy và cứu nạn, cứu hộ (Trung tâm 2)

## Cục trưởng qua các thời kỳ
- Thiếu tướng Đoàn Việt Mạnh, nguyên Phó Hiệu trưởng Trường Đại học Phòng cháy chữa cháy từ 18.8.2013 - 1.9.2019
- Thiếu tướng Nguyễn Tuấn Anh, nguyên Phó Giám đốc Công an thành phố Hà Nội từ 1.9.2019 - 11.2023
- Thiếu tướng Phạm Trường Giang, nguyên Cục trưởng Cục Kế hoạch và tài chính, Bộ Công an (Việt Nam) từ 11.2023 - 25.12.2023
- Trung tướng Nguyễn Tuấn Anh, nguyên Cục Kế hoạch và tài chính, Bộ Công an (Việt Nam), từ 25.12.2023 - nay